# Yank Porter
Yank Allen Porter (Norfolk, Virginia of New Orleans, circa 1895 - New York, 22 maart 1944) was een Amerikaans jazzdrummer.
Porter ging in 1926 naar New York, waar hij tot in de jaren dertig speelde met Calvin Jackson. In dat decennium werkte hij ook met Charlie Matson (1932), Louis Armstrong (1933), Bud Harris (1933), James P. Johnson (1934, 1939), Fats Waller (1935-1936) en Dave Martin (1936). In 1940 speelde hij kort met Joe Sullivan en daarna drumde hij in een kleine groep met Teddy Wilson. Hij werkte ook als sessiemuzikant mee op opnames van Benny Carter (1940) en Art Tatum (1941).
- Bibliothèque nationale de France: cb14072022z (data)
- International Standard Name Identifier: 0000 0000 0133 6711
- Library of Congress Control Number: n2018055886
- MusicBrainz: bbf3fcfa-4dbd-4616-b3a4-a59a457445e1
- SNAC: w6237bh0
- Système universitaire de documentation: 158966600
- Virtual International Authority File: 69135627
- WorldCat: E39PBJbxB7MKQCdRtBxQ6VvWDq